# Стълбовете на сътворението
Стълбовете на Сътворението е снимка на астрономически обект, направена от телескопа „Хъбъл“.
Показва стълбове от междузвезден газ и прах в мъглявината Орел, (М16, или NGC 6611) – разсеян звезден куп, намиращ се в посока към съзвездието Змия.
Снимката е направена на 2 април 1995 г. Оценена е сред 10-те най-добри фотографии, получени от телескопа „Хъбъл“. Композирана е от 32 изображения, направени от 4 камери.
|  | Тази страница частично или изцяло представлява превод на страницата Pillars of creation в Уикипедия на английски. Оригиналният текст, както и този превод, са защитени от Лиценза „Криейтив Комънс – Признание – Споделяне на споделеното“, а за съдържание, създадено преди юни 2009 година – от Лиценза за свободна документация на ГНУ. Прегледайте историята на редакциите на оригиналната страница, както и на преводната страница, за да видите списъка на съавторите. ВАЖНО: Този шаблон се отнася единствено до авторските права върху съдържанието на статията. Добавянето му не отменя изискването да се посочват конкретни източници на твърденията, които да бъдат благонадеждни. |